# Fiat Nuova 500
Fiat Nuova 500 (it.: Nuova Cinquecento), pogosto napačno imenovan samo Fiat 500, je mestni avtomobil, ki ga proizvajal in prodajal italijanski avtomobilski koncern Fiat od leta 1957 do 1975. Poleg osnovnega modela dvovratnega enoprostorca so na podaljšanem podvozju izdelovali tudi različici trivratni dostavnik in trivratni karavan. 

## Opis
Julija 1957 je bil kot prvi namensko zasnovani mestni avtomobil predstavljen model z uradnim imenom Fiat Nuova 500 (novi Fiat 500), kot poceni in praktični naslednik priljubljenega, vendar zastarelega modela Fiat 500 Topolino. Fiat Nuova 500 je bil dolg zgolj 2,97 metra in ga je sprva poganjal zadaj nameščen 479-kubični dvovaljni vrstni motor z zračnim hlajenjem, bil je celo za 24,5 centimetra krajši od Fiata 600, predstavljenega dve leti prej, pri nas bolj znanega kot Zastava 750 oz. »Fičo«.
Leta 1959 je Dante Giacosa za Fiata Nuova 500 prejel nagrado Compasso d'Oro za industrijsko oblikovanje, ki je bila prvič podeljena oblikovalski ekipi v avtomobilski industriji.

## Zgodovina
Leta 1936 je Fiat izdelal model Fiat 500 Topolino, da bi zadostili potrebam povojnega trga, so leta 1949 nadaljevali s proizvodnjo, s spremenjenim sprednjim in zadnjim delom karoserije, vse do leta 1957, ko ga je nadomestil povsem nov, lažji model.
Nova 500-tica je imela zadaj nameščen motor, po vzoru volkswagnovega hrošča, tako kot njen večji brat Fiat 600 iz leta 1955. Več proizvajalcev avtomobilov je takrat sledilo tej sedaj neobičajni konfiguraciji zadnjega motorja in bili so zelo uspešni. Neckarjeva različica modela 500 je bila izdelana v Heilbronnu po zapletenem dogovoru, ki je vključeval NSU, predstavljena pa je bila oktobra 1961. Tudi Steyr-Puch je proizvajal licenčne avtomobile na osnovi Fiata 500 v Gradcu v Avstriji.
Leta 1965 so na vozila namestili varnejša, z zadnje strani odpirajoča vrata, kar je sedanji standard osebnih avtomobilov.
Kljub zelo majhni velikosti se je 500-tica izkazala za izjemno praktično vozilo, z veliko prodajo po vsej Evropi. Poleg dvovratnega kupeja je bil na voljo tudi kot »giardiniera« - karavan, ta različica je imela standardni motor, medosno razdaljo pa podaljšano za 10 cm, sončno streho po celotni dolžini in večje zavore od Fiata 600.
Športne različice modela sta proizvajala tudi Abarth in Giannini. Avstrijska različica, ki jo je proizvajal Steyr-Daimler-Puch med leti 1957-1973, pod imenom Steyr-Puch 500, je imela dvovaljni bokserski motor enega od njihovih motociklov.
Proizvodnja modela Fiat Nuova 500 se je končala leta 1975. Čeprav je njegova zamenjava, Fiat 126 iz proizvodnih linij prišel že dve leti prej, Fiat 126 nikoli ni bil tako uspešen kot njegov predhodnik v Italiji, vendar se je dobro prodajal v državah vzhodnega bloka, kjer so ga izdelovali na Poljskem, pod imenom Poljski Fiat.
Leta 2007, po 50-ih letih od začetka proizvodnje modela Nuova 500, je Fiat predstavil na novo zasnovani model Fiat 500, z motorjem vgrajenim spredaj in pogonom na sprednji kolesni par.